# Никулино (городской округ Кашира)
Никулино — деревня в городском округе Кашира Московской области.

## География
Находится в южной части Московской области,в 1.5 км от железнодорожной станции Пчеловодное,на расстоянии приблизительно 16 км на юг по прямой от железнодорожной станции Кашира.

## История
Известна с 1578 года как принадлежавшая помещику А. Д. Дмитриеву, название дано по фамилии первого владельца. В советское время работали совхозы «Красная звезда» и «Никулинский». До 2015 года входила в состав сельского поселения Домнинского Каширского района.

## Население
Постоянное население составляло 576 человек в 2002 году (русские 93 %), 532 в 2010.